# Аніноаса (Димбовіца)
Аніноаса (рум. Aninoasa) — село у повіті Димбовіца в Румунії. Адміністративний центр комуни Аніноаса.
Село розташоване на відстані 79 км на північний захід від Бухареста, 5 км на північ від Тирговіште, 147 км на північний схід від Крайови, 77 км на південь від Брашова.

## Населення
За даними перепису населення 2002 року у селі проживали 2247 осіб, з них 2245 осіб (99,9%) румунів. Рідною мовою 2245 осіб (99,9%) назвали румунську.